# Bahnstrecke Fröndenberg–Unna
| |                      |                                |                                |
| Streckennummer (DB): | 2852                 |                                |                                |
| Kursbuchstrecke (DB): | 437 239f (1946)      |                                |                                |
| Streckenlänge: | 12,452 km            |                                |                                |
| Spurweite: | 1435 mm (Normalspur) |                                |                                |
| Streckengeschwindigkeit: | 60 km/h              |                                |                                |
| Zugbeeinflussung: | PZB                  |                                |                                |
| |                      |                                |                                |
| \| \| \| von Menden \| \| \| \| \| von Warburg \| \| \| \| 0,000 \| Fröndenberg \| Fröndenberg \| \| \| \| nach Hagen \| \| \| \| 1,100 \| Fröndenberg West (1954–1962) \| Fröndenberg West (1954–1962) \| \| \| 1,400 \| Anst W Köhle (Anst) \| Anst W Köhle (Anst) \| \| \| 3,400 \| Ardey \| Ardey \| \| \| 5,531 \| Fröndenberg-Frömern (ehem. Bf) \| Fröndenberg-Frömern (ehem. Bf) \| \| \| 7,430 \| Kessebüren \| Kessebüren \| \| \| 9,600 \| Industriepark Unna (Awanst) \| Industriepark Unna (Awanst) \| \| \| 10,300 \| VEW Unna (Anst) \| VEW Unna (Anst) \| \| \| 10,500 \| Bertulies (Anst) \| Bertulies (Anst) \| \| \| 11,100 \| Strothmann (Awanst) \| Strothmann (Awanst) \| \| \| \| von Soest \| \| \| \| \| von Hamm \| \| \| \| 12,452 \| Unna \| Unna \| \| \| \| nach Dortmund-Hörde \| \| \| \| \| nach Kamen \| \| \| \| \| \| \| \| Quellen: [1] \| \| \| \| |                      |                                |                                |
| Strecke |                      | von Menden                     | von Menden                     |
| Abzweig geradeaus und von rechts |                      | von Warburg                    | von Warburg                    |
| Bahnhof | 0,000                | Fröndenberg                    | Fröndenberg                    |
| Abzweig geradeaus und nach links |                      | nach Hagen                     | nach Hagen                     |
| ehemaliger Haltepunkt / Haltestelle | 1,100                | Fröndenberg West (1954–1962)   | Fröndenberg West (1954–1962)   |
| ehemalige Blockstelle | 1,400                | Anst W Köhle (Anst)            | Anst W Köhle (Anst)            |
| Haltepunkt / Haltestelle | 3,400                | Ardey                          | Ardey                          |
| Haltepunkt / Haltestelle | 5,531                | Fröndenberg-Frömern (ehem. Bf) | Fröndenberg-Frömern (ehem. Bf) |
| ehemaliger Haltepunkt / Haltestelle | 7,430                | Kessebüren                     | Kessebüren                     |
| Blockstelle | 9,600                | Industriepark Unna (Awanst)    | Industriepark Unna (Awanst)    |
| Blockstelle | 10,300               | VEW Unna (Anst)                | VEW Unna (Anst)                |
| ehemalige Blockstelle | 10,500               | Bertulies (Anst)               | Bertulies (Anst)               |
| ehemalige Blockstelle | 11,100               | Strothmann (Awanst)            | Strothmann (Awanst)            |
| Abzweig geradeaus und von rechts |                      | von Soest                      | von Soest                      |
| Abzweig geradeaus und von rechts |                      | von Hamm                       | von Hamm                       |
| Bahnhof | 12,452               | Unna                           | Unna                           |
| Abzweig geradeaus und nach links |                      | nach Dortmund-Hörde            | nach Dortmund-Hörde            |
| Strecke |                      | nach Kamen                     | nach Kamen                     |
| |                      |                                |                                |
| Quellen: |                      |                                |                                |

Die Bahnstrecke Fröndenberg–Unna ist eine Nebenbahn in Nordrhein-Westfalen zwischen Fröndenberg/Ruhr und Unna. Sie ist eingleisig und nicht elektrifiziert.
Im Sommer 2022 wurde die gesamte Strecke wegen Schäden am Bahndamm durch Dachse auf nicht absehbare Zeit gesperrt.

## Geschichte

### Bau
Die Bahnstrecke Fröndenberg–Unna wurde Ende des 19. Jahrhunderts als Nebenbahn von der Königlichen Eisenbahndirection Elberfeld der Preußischen Staatseisenbahnen gebaut, um zwei Bahnhöfe an bedeutenden Ost-West-Strecken zu verbinden, die in der zweiten Hälfte des 19. Jahrhunderts durch die Bergisch-Märkische Eisenbahn-Gesellschaft entstanden waren (von Nord nach Süd):
- Bahnhof Unna an der Bahnstrecke Dortmund–Soest aus dem Jahr 1855
- Bahnhof Fröndenberg an der Bahnstrecke Hagen–Warburg aus dem Jahr 1870

Die Strecke wurde am 2. Januar 1899 eröffnet. 1900 wurde die Bahnstrecke Unna–Kamen angeschlossen.

### Weitere Entwicklung
Im Bahnhof Frömern wurde am 28. Mai 1978 das mechanische Stellwerk außer Betrieb genommen. Danach wurden das Ausweich- und Ladegleis demontiert und der Bahnhof zum Haltepunkt heruntergestuft. 1987 wurde der Haltepunkt Kessebüren aufgegeben und später der Bahnsteig abgebaut.
Die DB Station&Service benannte den Haltepunkt Frömern zum 11. Dezember 2022 in Fröndenberg-Frömern um.

### Sperrung wegen Dachsbauen
Am 21. Juli 2022 wurden bei Frömern Schäden am Bahndamm festgestellt, die durch Dachse verursacht wurden, weshalb die gesamte Strecke gesperrt wurde. Daraufhin wurde der Personenverkehr auf Schienenersatzverkehr umgestellt. Anfangs ging die Deutsche Bahn davon aus, nach einer Sanierung des betroffenen Bahndamms auf etwa 300 Meter Länge den Betrieb im Dezember 2023 wieder aufnehmen zu können. Mit einem Fräs-Misch-Injektionsverfahren sollten die Hohlräume beseitigt und der Damm stabilisiert werden. Im November 2023 wurde bekannt, dass die Schäden deutlich umfangreicher sind als zunächst eingeschätzt. Insgesamt wurden 140 Eingänge zu Dachsbauen auf dem etwa elf Kilometer langen Abschnitt verteilt gefunden, wobei die Dachstunnel insgesamt eine Länge von 1,5 Kilometer erreichen sollen. Um den Bahndamm zu sanieren, ist eine mehrjährige Vor- und Genehmigungsplanung, vielleicht sogar ein Planfeststellungsverfahren, erforderlich. Der Umstand, dass der betroffene Streckenabschnitt durch ein Vogelschutzgebiet und zum Teil durch ein Naturschutzgebiet verläuft, verkompliziert die notwendigen Arbeiten wegen dort notwendiger Genehmigungen oder Zustimmungen.
Im Juni 2025 waren die Variantenuntersuchungen der Deutschen Bahn abgeschlossen. Dabei plante die Deutsche Bahn eine Verbesserung unter anderem durch den Bau von Spundwänden im Dammkörper und Metallgitter-Netzen und betrachtete einen Neubau des Damms nicht mehr als notwendig. Sie kündigte den Baubeginn für die Instandsetzung für 2027 und die Wiederaufnahme des planmäßigen Zugverkehrs Mitte 2028 an.

### Planungen

#### Bahnsteigreaktivierung Unna
Am Bahnhof Unna soll der Bahnsteig 20 am Busbahnhof reaktiviert werden, an dem dann zukünftig die Züge der Linie RB 54 wenden sollen. Durch diese Maßnahme soll der Bahnsteig 18 nicht mehr durch diese Züge belegt werden, womit das Gleis durchgehend für andere Züge zum Abwarten von Überholungen bereitsteht. Bei der aktuellen Infrastruktursituation führen verspätete Fernzüge mit planmäßiger Überholung in Unna dazu, dass die Züge der Linie RB 54 auf die Einfahrt in den Bahnhof Unna warten müssen, bis die Überholung abgeschlossen ist. Dadurch gehen Anschlüsse verloren und die Rückleistung kann erst mit Verspätung starten. Für die Reaktivierung wurden Planungsmittel in Höhe von 380.000 Euro bereitgestellt.

#### Geschwindigkeitserhöhung
Der Zweckverband Nahverkehr Westfalen-Lippe forderte, die Geschwindigkeit durch technische Sicherung von Bahnübergängen zu erhöhen. Dabei ist vorgesehen, die Fahrzeit zwischen Fröndenberg und Unna um drei Minuten zu reduzieren. So sollen bei einem neuen geplanten Fahrplankonzept mit Anschlussknoten zur vollen Stunde in Fröndenberg zusätzliche Anschlüsse in Unna zum RE 13 nach Hamm ermöglicht werden.

#### Dekarbonisierung
Seitens des Zweckverbandes Nahverkehr Westfalen-Lippe bestehen Planungen, ab 2040 Akkumulatortriebwagen einzusetzen. Dazu soll der Streckenabschnitt Fröndenberg–Menden der anschließenden Bahnstrecke Letmathe–Fröndenberg mit Oberleitungen elektrifiziert werden. In diesem Abschnitt sollen die Akkumulatoren der Fahrzeuge für die übrigen nicht-elektrifizierten Abschnitte aufgeladen werden.

## Streckenbeschreibung
Die Bahnstrecke ist eine Nebenbahn. Sie ist eingleisig und nicht elektrifiziert. Die Streckenhöchstgeschwindigkeit liegt bei 60 km/h.
Mangels Weichenverbindungen im Bahnhof Unna ist kein zur Bahnstrecke Unna–Kamen durchgehender Verkehr ohne mehrmaliges Wenden möglich.

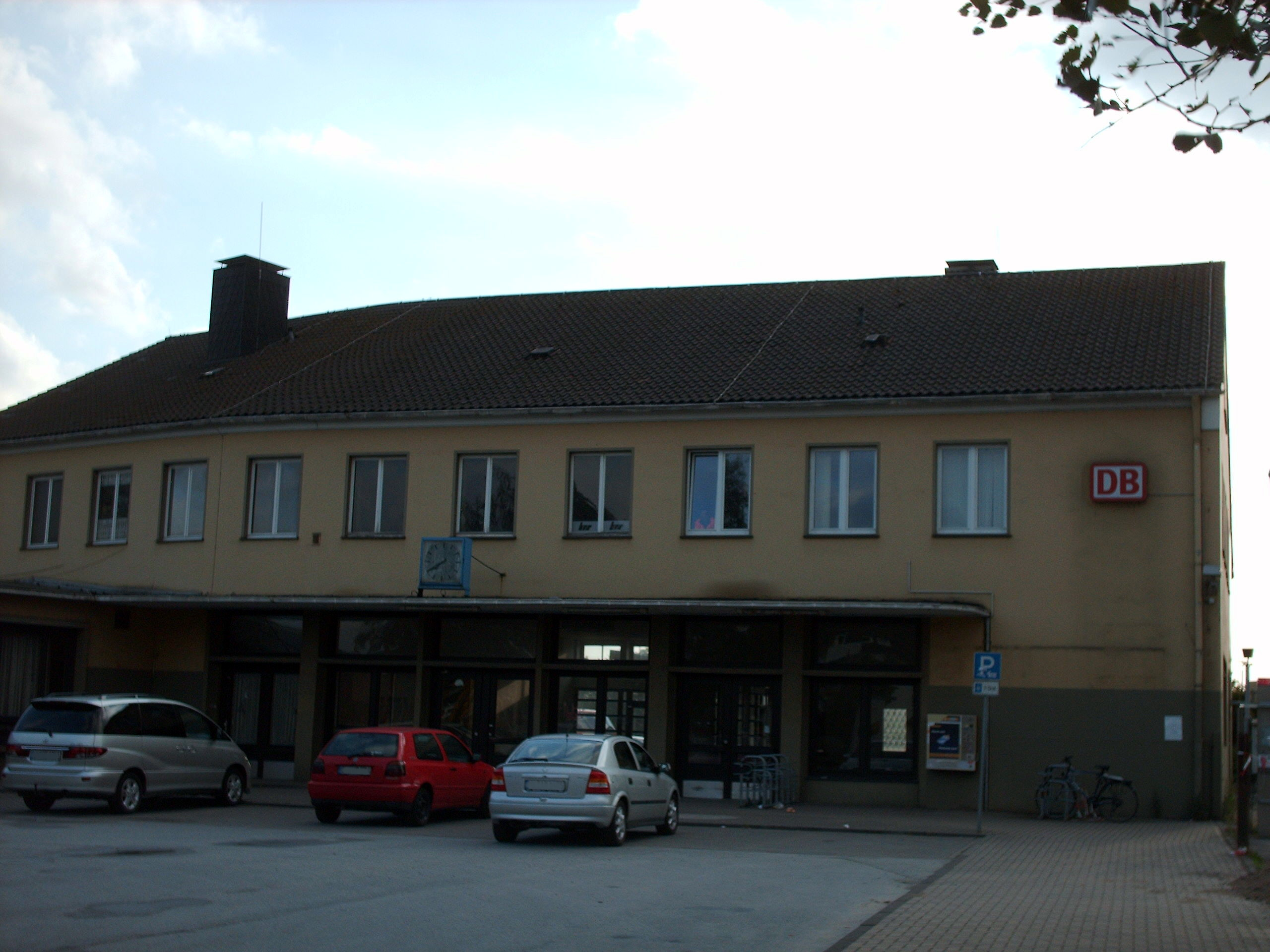
Bahnhof Fröndenberg
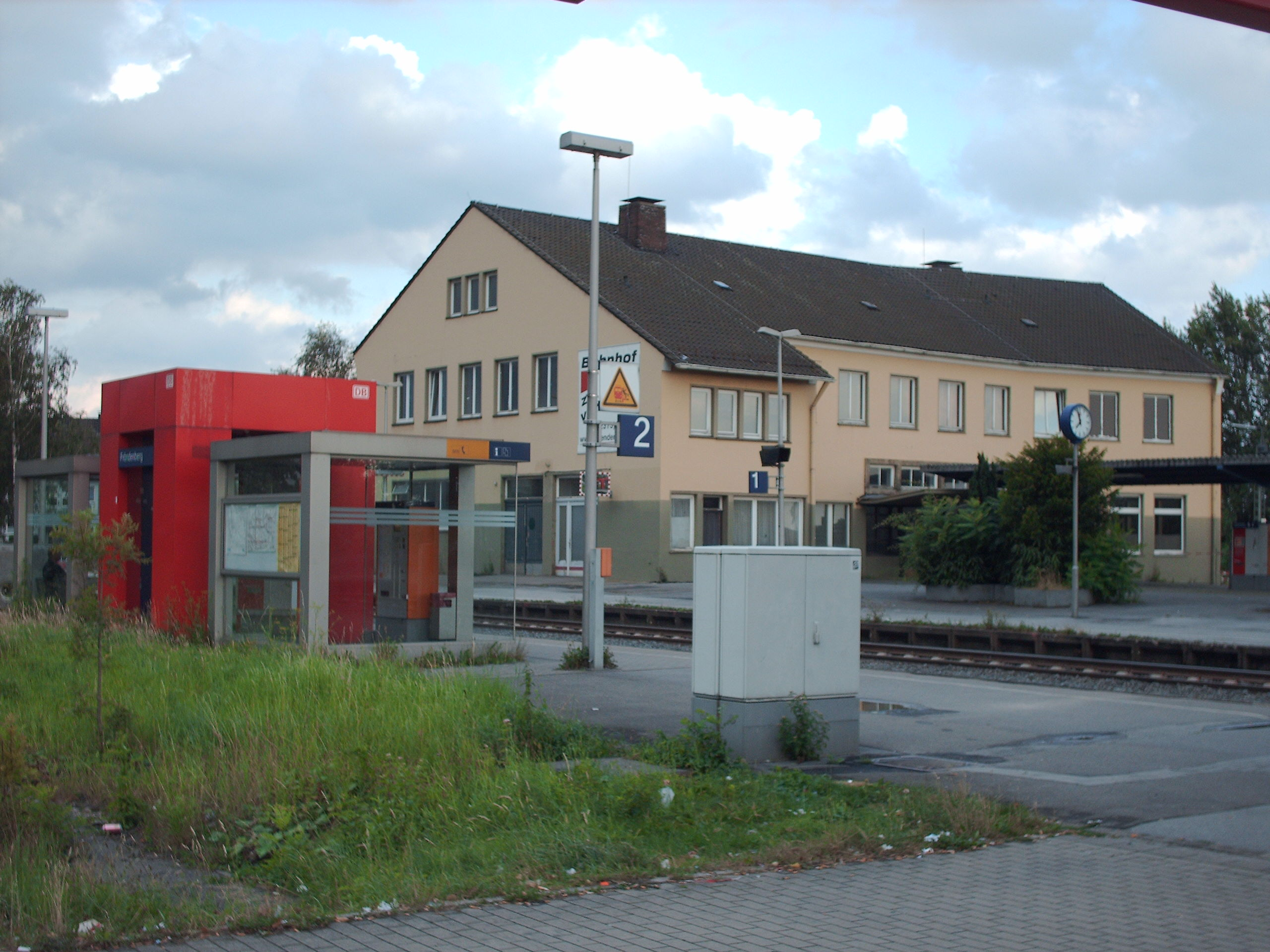
Bahnhof Fröndenberg
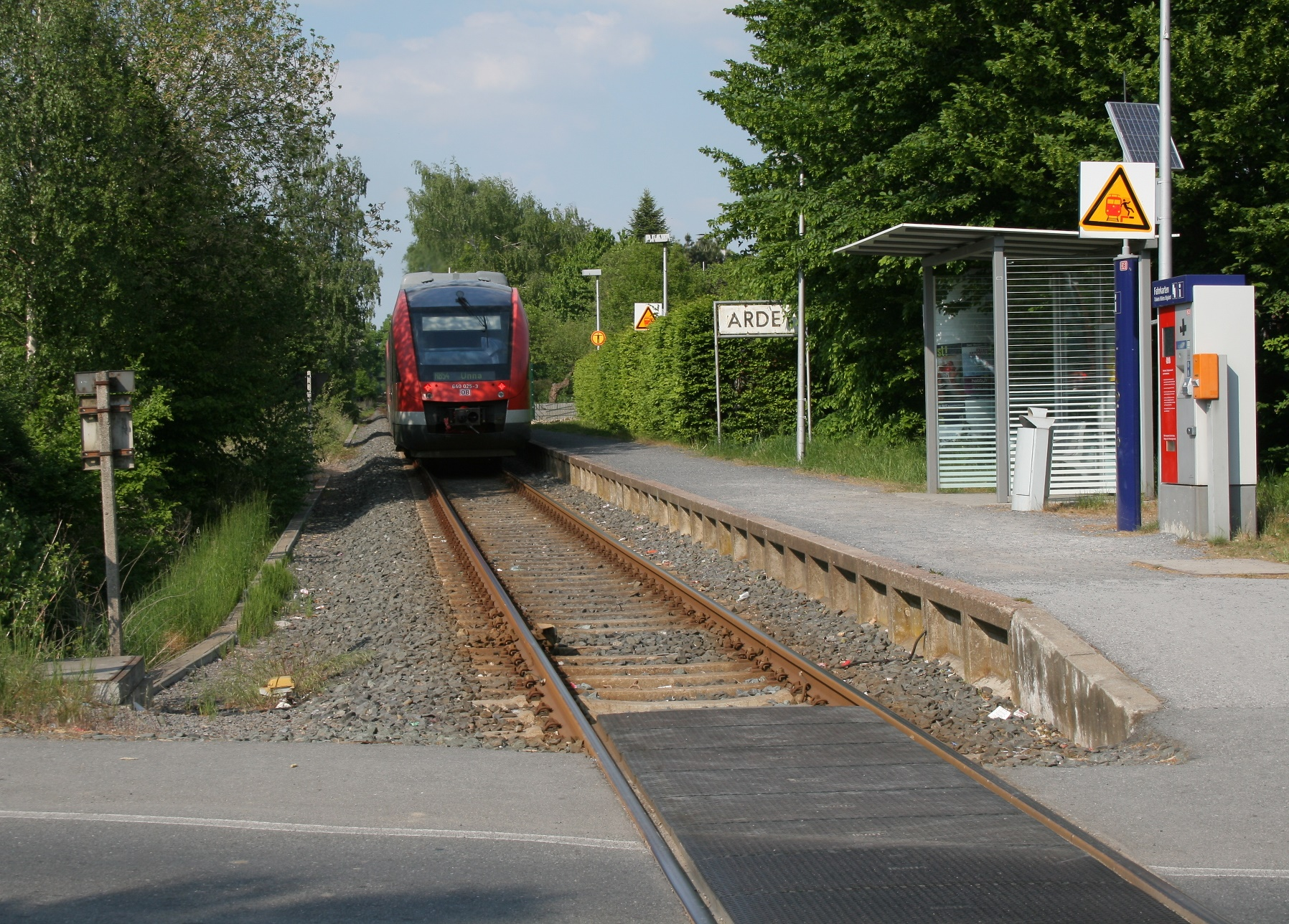
Haltepunkt Ardey
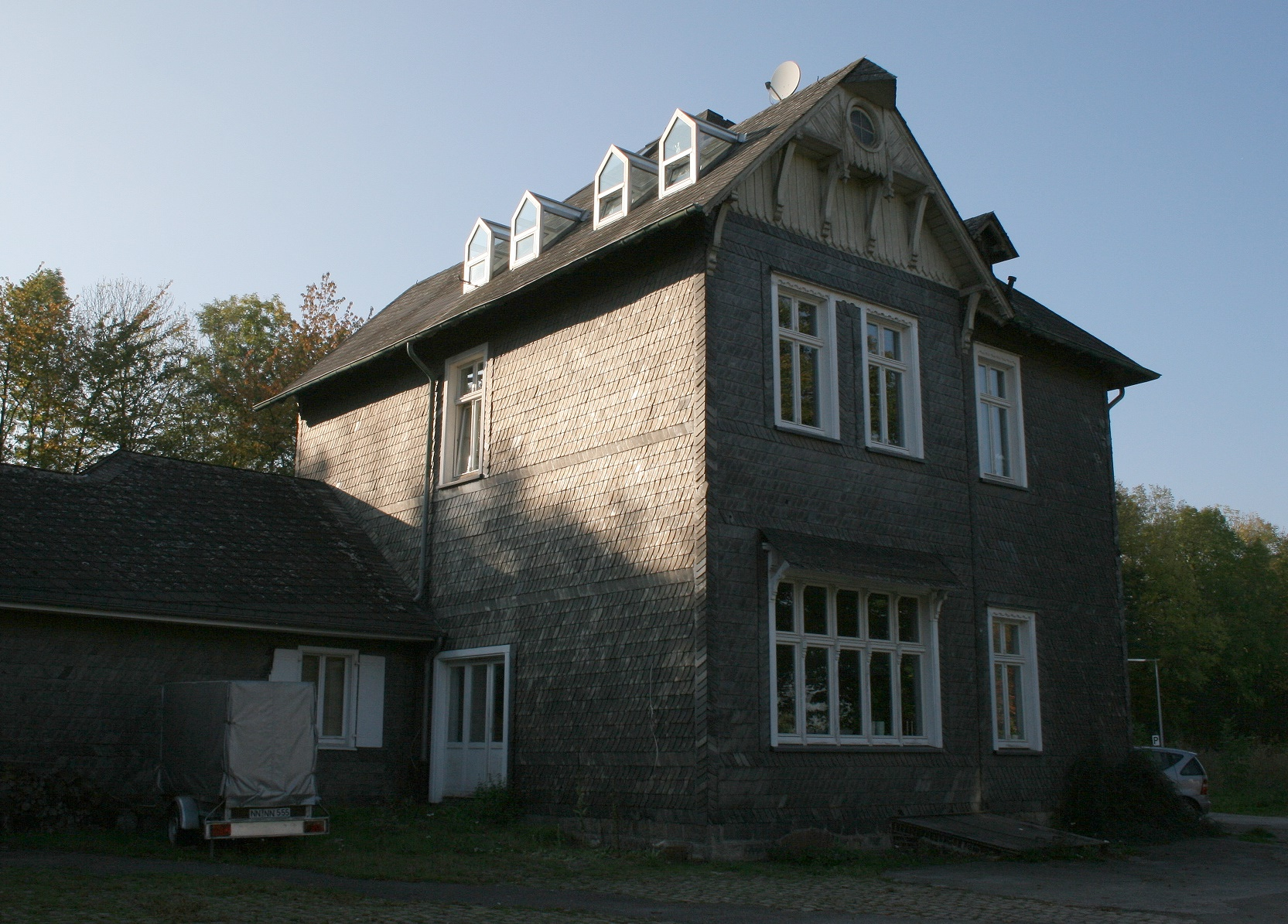
Ehemaliges Empfangsgebäude Fröndenberg-Frömern
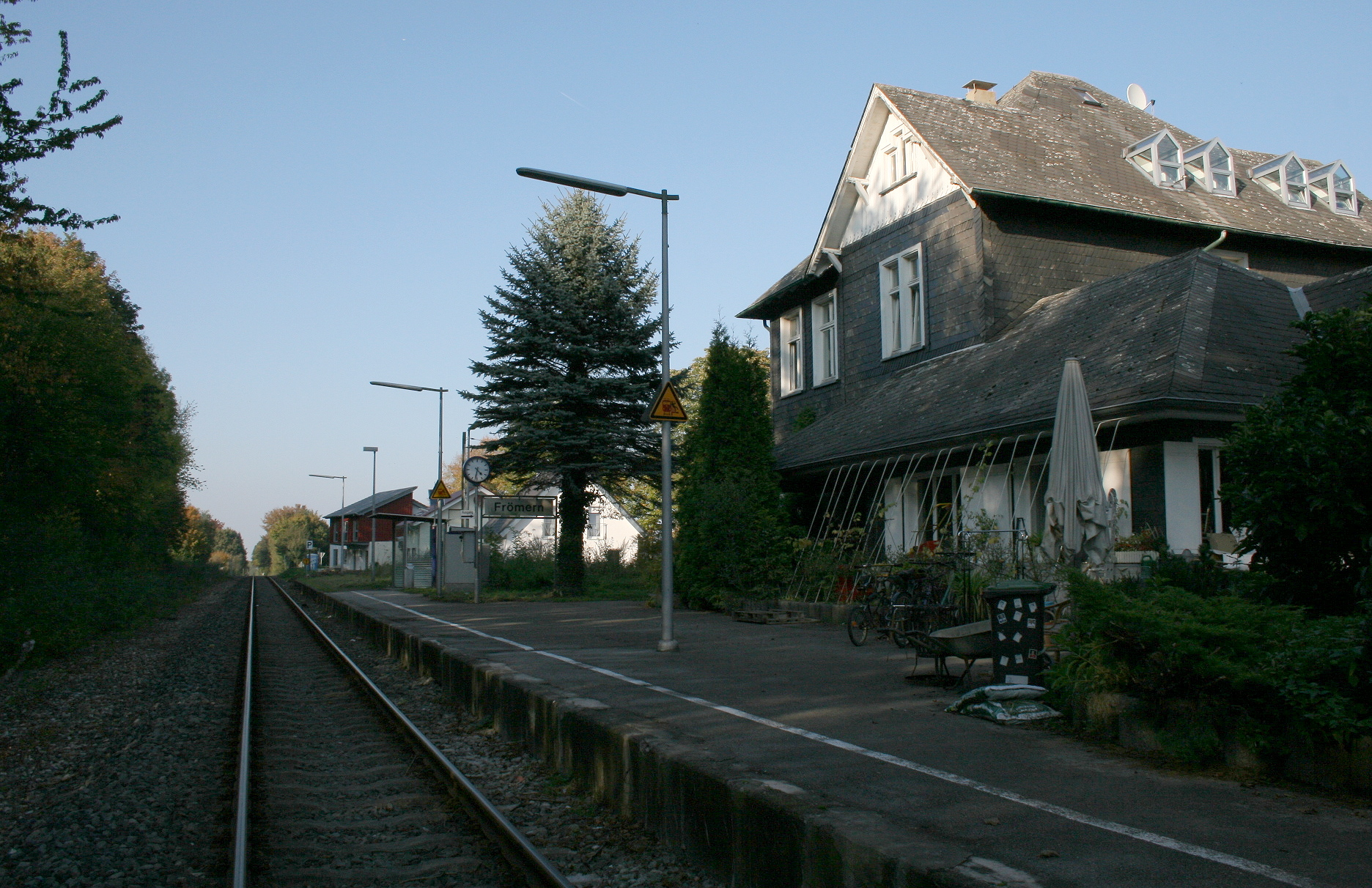
Haltepunkt Fröndenberg-Frömern
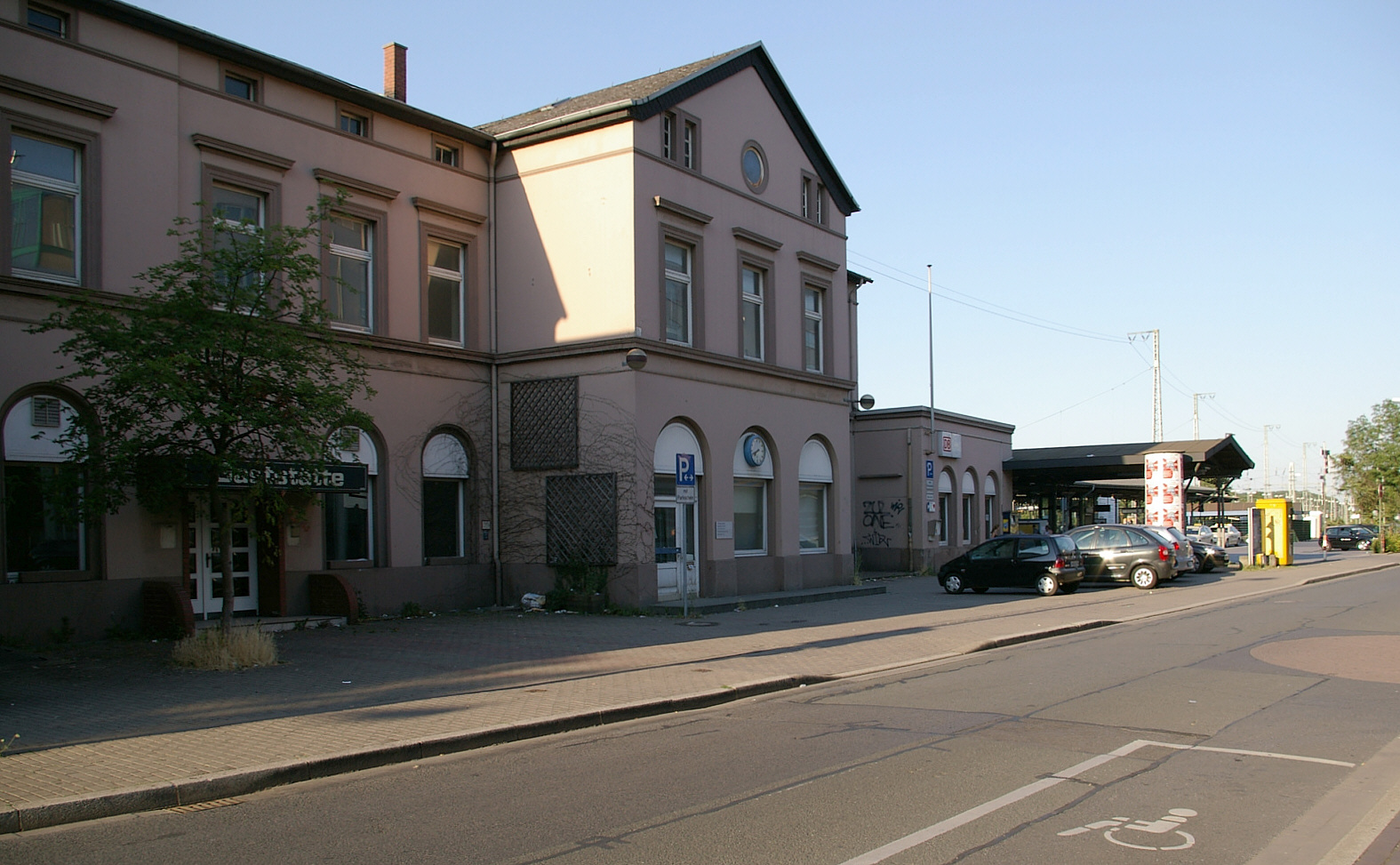
Bahnhof Unna vor dem Umbau 2007/2008

## Verkehr und Fahrzeugeinsatz
Mit der Stilllegung der Strecke Iserlohn–Menden 1988 entfielen die bis dahin durchgehenden Zugläufe Unna–Letmathe und die Zugläufe aus Neuenrade wurden nach Unna verlängert.
Im Zeitraum 1997–2005 sanken die Fahrgastzahlen um etwa 12 % auf 544 Fahrgastkilometer pro Streckenkilometer.
Mit Einführung des ITF 2 zum Fahrplanwechsel im Dezember 2002 wurde die bis dahin durchgehend betriebene Linie RB 54 Unna–Neuenrade in die zwei Teillinien Unna–Menden und Fröndenberg–Neuenrade geteilt. Dadurch entfiel ein längerer Aufenthalt bei der Zugkreuzung im Bahnhof Fröndenberg. Als Folge der Kürzung der Regionalisierungsmittel durch das Koch-Steinbrück-Papier wurde diese Linienaufteilung zum Fahrplanjahr 2008 bis auf den Schülerverkehr wieder zurückgenommen, in den Folgejahren aber schrittweise wieder eingeführt.
Mit dem Fahrplanwechsel im Dezember 2004 nahm nach einer europaweiten Ausschreibung das Sauerland-Netz seinen Betrieb auf. Der Bestandsbetreiber DB Regio löste die Baureihen 624 und 640 durch Fahrzeuge der Baureihe 648 ab, wobei die Baureihe 640 auch in der Folgezeit als Ersatzfahrzeug dort anzutreffen war.
Mit einer weiteren Ausschreibung des Sauerland-Netzes wurde zum Fahrplanwechsel im Dezember 2016 das Betriebskonzept auf der Strecke am Wochenende und unter der Woche vereinheitlicht. Die Linie RB 54 wurde in die zwei Linienteile Unna–Menden und Fröndenberg–Neuenrade geteilt. Zuvor wurde die Linie unter der Woche mit längerer Wartezeit in Fröndenberg zwischen Unna und Neuenrade durchgehend bedient. Zudem wurde der Fahrplan um 30 Minuten verschoben, um die Anschlusssituation zu verbessern. Die Auslieferung der neuen Triebzüge vom Typ Pesa Link verzögerte sich bis Herbst 2018, so dass weiterhin Fahrzeuge vom Typ Lint 27 und Lint 41 eingesetzt wurden.
Die Bedienung erfolgt ausschließlich durch die Regionalbahn-Linie RB 54 „Hönnetal-Bahn“. Die Züge von Unna verkehren dabei nur bis Menden. Fahrgäste, die weiter in Richtung Neuenrade möchten, müssen umsteigen, da die Züge von Neuenrade nur bis Fröndenberg verkehren. Der Betreiber DB Regio setzt dabei Triebzüge der Baureihe 632 ein.